# ローカル岡
ローカル岡（ローカル おか、1943年12月13日 - 2006年1月16日）は、日本の漫談家である。本名、岡田 満（おかだ みつる）。茨城県那珂市出身。
飄々とした風貌と茨城弁の独特の語り口で世相を切り取る漫談が人気を集めた。漫談家になる前は漫才師として活動した。ボーイズバラエティ協会、落語芸術協会に所属していた。愛称は、漫才師時代は「セイちゃん」、ボーイズ以降は「岡ちゃん」である。

## 経歴
- 1963年、夫婦漫才で活躍した新山悦朗・春木艶子に入門し内弟子となる。
- 1965年、漫才コンビ「新山セイノー・サイノー」の新山セイノーとして木馬館でデビュー。サイノーはのちの新山えつや。
- 1978年、「シャンバロー」に加入。二代目岡三郎を襲名。
- 1983年、三田宗司とともに歌謡漫談コンビ「ザ・ローカル」を結成する。
- 1995年独立。芸名をローカル岡に改名。以後、世相漫談を中心に活動していく。
- 2005年10月、著書『笑いのツボ押します』（扶桑社）発売。
- 2006年1月16日、肝硬変で死去、62歳没。5月28日にホテルメトロポリタンで偲ぶ会が行われた。

## 芸風
「ローカル岡」という芸名は、元スリートーンズのリーダー若菜春夫（元・日本演芸家連合事務局長）が命名した。それまで、ソロ活動の時は「岡三郎」名義だった。「ローカル岡」としてのソロ活動開始後は、茨城弁を主とした世相漫談を語っていた。時事漫談という表記もされたが「じじいの漫談」と言われることを嫌がり好んでいなかった。
1983年に三田宗司と結成した「ザ・ローカル」は、過去の相方のなかで最も息が合ったコンビとされる。ギターを弾き語りする相方に対して、岡が突っ込むタイプの芸風であった。1995年、相方が病気静養のため活動休止となった。
漫才師としては、青空球児・好児、昭和のいる・こいるなどと同期になる。

## 主な活動

### テレビ
- 笑いがいちばん（NHK総合テレビ）
- 笑点（日本テレビ系）
- いろもん（日本テレビ系）
- 笑っていいとも!（フジテレビ系）※2003年10月10日放送「ザ・タモリカップ大予選会 県-1グランプリ」に出場
- BSふれあいホール（NHK BS-2）

### ラジオ
- 真打ち競演（NHKラジオ第1）
- 話芸・笑芸・語り芸（NHKラジオ第1）

### CD
- ローカル岡のやるときゃやるよ（テイチクエンタテインメント）

### 著書
- 笑いのツボ押します（扶桑社、ISBN 4-594-05044-1）

### 寄席
- 国立演芸場
- 新宿末広亭
- 浅草演芸ホール
- 池袋演芸場

### その他
- 全国各地のイベント会場に出演

## 関連人物

### 漫才
- 新山悦朗・春木艶子（漫才の師匠）
- 新山ノリロー・トリロー（兄弟子）
- 新山えつや・ひでや（新山サイノーが後に、新山えつやとなる）
  - 新山ひでや・やすこ（えつや・ひでや解散後に夫婦漫才を組む）

### ボーイズ
- シャンバロー（柳四郎・邦一郎・岡三郎）
  - 三味線とアコーディオンを組合せた長唄を下地としたボーイズグループ。三味線を担当していた初代岡三郎の脱退により2代目岡三郎（ローカル岡）がクラシックギターの担当として加入。新橋でバーテンをやっていた頃に知り合った東京ボーイズの旭五郎の紹介によるものとされている。
- 東京あんみつ娘（毬本にきび・柳ほくろ・片野えくぼ／解散）
  - シャンパロー一門の兄弟弟子にあたる。
- 東京ボーイズ（旭五郎・菅六郎・仲八郎）
- シャンバロー一門は、伝統的に数字の名前を受け継いだ。
- 弁慶と牛若丸 三田宗司が「弁慶」の名義でギターを担当していたボーイズ

### 落語
- シャンバローが古今亭今輔一門の色物として芸協の寄席にあがっていたため、そのつながりで、今輔の弟子で娘婿である三遊亭円右門下の色物として寄席にあがっていた。